# 赶水镇
赶水镇是重庆市綦江区南部山区的一个镇，距离重庆主城区105公里，距离綦江县城59公里。

## 行政区划
桥头溪乡下辖以下地区：
第一社区、第二社区、第三社区、第四社区、土台社区、铁石垭村、双龙村、石房村、双丰村、正平村、新炉村、香山村、南坪村、风门村、藻渡村、岔滩村、太公村、麻柳村、土台村、洋渡村、马龙村、梅子村、适中村、龙沧村、盐河村和官田村。

## 交通
- 渝贵铁路：赶水东站